# Hiroko Ishii
Pour les articles homonymes, voir Ishii.
Hiroko Ishii (石井 宏子, Ishii Hiroko) est une femme politique japonaise née le 26 octobre 1964. Sans étiquette, elle est élue en 2018 maire de la ville de Kimitsu, située dans la préfecture de Chiba, après avoir été membre des conseils municipaux et préfecturaux en tant que représentante du Parti démocrate du Japon pendant vingt ans.

## Jeunesse et carrière pré-électorale
Ishii naît le 26 octobre 1964. Après des études à l'université privée Ueno Gakuen, elle devient professeure de musique dans des collèges et des lycées de la ville de Kimitsu, dans la préfecture de Chiba.
À la suite de la naissance de son enfant handicapé, elle arrête de travailler pour s'occuper de ce dernier. Les situations et les difficultés rencontrées avec son enfant la motivent à commencer une carrière politique.

## Carrière électorale
Ishii lance sa carrière politique en 2003, où elle se présente au conseil municipal de la ville de Kimistu. Elle est élue, et se spécialise dans les questions liées au handicap et à l'enfance. Elle se présente en 2007 en tant que candidate indépendante à l'assemblée préfectorale de Chiba, où elle est élue pour la première fois. Elle est réélue en 2011, cette fois sous l'investiture du Parti démocrate du Japon, puis à nouveau en 2015,.
En 2018, elle annonce sa volonté de se présenter à la mairie de Kimitsu, mettant en avant son expertise de plus de quinze ans à la mairie et à l'assemblée préfectorale. Elle oriente sa campagne autour du dialogue citoyen, de la revitalisation régionale de la ville et de l'opposition à la construction d'une zone de traitements des déchets dans la ville,. Elle est élue à la suite de ce scrutin, devenant la deuxième femme maire de l'histoire de la préfecture de Chiba,.
Candidate à sa réélection, Ishii est réélue en 2022,.

## Prises de position
Ishii est très impliquée dans la mise en place d'une démocratie citoyenne, et encourage fortement dans sa ville le dialogue citoyen et l'inclusion de tous dans la prise de décision de la ville.
Elle s'implique également dans la valorisation et l'inclusion des femmes à des hauts postes politiques.

## Vie privée
Ishii est mariée et mère d'un enfant lourdement handicapé. Elle déclare être passionnée de piano, de chant, et de cuisine italienne.